# 蔡伯遜
蔡伯遜（1920年—2009年8月19日），江蘇海門人，醫師，長期在臺灣雲林縣虎尾鎮服務，第十一屆醫療奉獻獎得主。

## 生平
蔡伯遜為江蘇海門人，讀高中時，日軍正從黃浦江畔侵略，因此他逃到山東，陰錯陽差考上了山东省立医学专科学校 （後併入山东大学齐鲁医学院）。五年後畢業，至上海东南医学院附設醫院實習。時第二次国共内战正熾，蔡伯遜遂於1948年3月12日，以一千元舊臺幣從上海公和祥碼頭搭船來臺灣。
抵達臺中後，蔡伯遜委託朋友幫忙在臺灣省立臺中醫院 （今衛生福利部臺中醫院） 找到無給職的醫師缺，為肺癆病人施行人工氣胸手術所分得的醫療費過活，收入微薄。後來，先後在臺中高級工業學校、臺灣銀行及中區電信局醫務室謀得兼差機會，收入驟增、工作繁忙，經濟也明顯改善，並買了一輛當時臺灣少人有的鈴木五十CC機車代步。後來天主教嘉義教區署理主教牛會卿來到臺中，特地問蔡伯遜願不願意到剛開辦的虎尾若瑟醫院幫忙？一名醫師朋友得知就說如果想賺錢，不妨繼續留在臺中；若願服務病患，那就到虎尾吧。幾經考慮，蔡伯遜答應到虎尾先做兩年看看。
蔡伯遜初來若瑟醫院服務時，因許多醫師因故離開，因而他的醫療工作必須從頭開始。若瑟醫院當時只有兩名醫師，無護士，所有照護工作都由修女兼任。1960年間正當小兒麻痺流行期間，若瑟醫院正是當時雲林少數具有醫院級設備的醫療院所，因此，大多數的病人都往該院就診。他只好內科、小兒科一手包，每天門診從早看到晚，即使到了三更半夜，只要遇上急、重症病患送到急診室來，就從宿舍往對街的醫院跑。
蔡孟宏印象最深刻的是，八七水災那天，醫院內外積水及膝，自己涉水趕到醫院看診。那幅醫師及病患都泡在水中的照片，時至今日已成為該院典藏的作品。
由於當時臺灣醫療資源極度匱乏，天主教會從海外募來的老舊醫療器材。蔡伯遜回憶，有一次收到有了八只大小不同的洗胃器，他本以為不會一次用到多這麼多，沒料到幾天後，莿桐鄉一戶農家吃下上午才噴灑農藥的蔬菜後，一家七口中毒就醫，洗胃器也全派上用場。對於此中毒事件，他認為這是天主旨意，自己的信仰體認更深。
1965年，蔡伯遜與院長松喬等人會診來院療養的樞機主教田耕莘。
1970年1月，蔡伯遜為一位來自嘉義縣梅山鄉梅東村、高燒昏睡的桂姓嬰兒作全身檢查，在腦脊髓中發現有約一公分的白色吸血絲蟲百餘條，經謝獻臣鑑定為廣東住血線蟲病例並為首次在嘉義發現。後該嬰兒送至陸軍台南804醫院，由總醫師蕭振璇救治成功。
副院長蔡孟宏形容蔡伯遜像一頭臺灣水牛，永遠默默做事，每個月門診量至少三千人次，五十年下來，少說也看過上百萬人次。晚年時蔡孟宏中風，後連續治療六個月康復，再繼續行醫。到2001年依然在醫院擔任志工醫師，同年獲得第十一屆醫療奉獻獎。該年7月12日，縣長張榮味在縣府致贈「華陀妙術」給蔡伯遜，由若瑟醫院副院長畢耀遠、彭嘉謨等人陪同。
2009年8月19日病逝，享壽八十九歲，24日虎尾天主堂告別彌撒，葬於民雄鄉天主教聖山墓園。